# Хомушку, Чургуй-оол Намгаевич

Бюст Ч. М. Хомушку в Кызыле (скульптор Т. Ч. Ондар, 1995)

Чургуй-оол Намгаевич Хомушку (тув. Чүргүй-оол Намгай оглу Хомушку; 10 мая 1918 — 10 июля 1978) — тувинский и советский офицер, танкист, участник Великой Отечественной войны, Герой Советского Союза.

## Биография
Родился 10 мая 1918 в селе Хонделен.
20 мая 1943 года Чургуй-оол Хомушку в составе первой группы добровольцев Тувинской Народной республики отправился на фронт. Некоторое время тувинские добровольцы проходили военную подготовку в городе Горький. В феврале 1944 года тувинские добровольцы были зачислены в 25-й отдельный танковый полк.
25 февраля 1944 года полк, в котором служил Чургуй-оол Хомушку, вошёл в состав 52-й армии 2-го Украинского фронта. В марте 1944 года полк принял участие в Бугско-Днестровской наступательной операции.
5 марта 1944 года при прорыве обороны противника у деревень Рыжановка и Кобыляки (Киевская, ныне Черкасская, область) танк, в экипаже которого механиком-водителем был Хомушку Чургуй-оол, на предельной скорости ворвался в расположение противника. Огнём и гусеницами танкисты уничтожали огневые точки и живую силу. В течение двух часов вместе со своим экипажем Хомушку уничтожил 35 солдат противника, три противотанковых орудия, семь пулемётов и два миномёта. Когда командир танка был ранен, механик-водитель принял командование боевой машиной на себя.
Через несколько дней, под Уманью, три танка, среди которых была и машина Хомушку Чургуй-оола, захватили 24 самолёта, 80 автомашин, пленили до сотни солдат и офицеров противника и открыли путь для дальнейшего наступления.
Указом Президиума Верховного Совета СССР от 24 марта 1945 года младшему лейтенанту Хомушку Чургуй-оол Намгаевичу присвоено звание Героя Советского Союза с вручением ордена Ленина и медали «Золотая Звезда» (№ 7008).
Из наградного листа на младшего лейтенанта, механика-водителя танка Т-34 Чургуй-оола Хомушку Намгаевича:

…13 марта 1944 года при форсировании р. Ю. Буг мл. л-т Хомушку Чургуй-оол быстро провёл свою машину под водой на западный берег р. Ю. Буг и сразу же повёл танк в бой по отражению контратаки противника, на протяжении 6 км преследовал пехоту врага, уничтожив гусеницами танка 25 солдат противника, 2 ручных пулемёта, 1 миномёт. Танк мл. л-та Хомушку Чургуй-оола с 05.03.44 г. по 18.03.44 г. непрерывно находился в боях, не имея ни единого случая вынужденных остановок…

С 1948 лейтенант Xомушку — в запасе. Вернулся в родную Туву. Жил и работал в селе Берт-Даг Тес-Хемского района. Умер 10 июля 1978 года.

## Награды и звания
- Герой Советского Союза (24 марта 1945);
- орден Ленина (24 марта 1945);
- орден Отечественной войны II степени;
- медали.

## Память
Именем Чургуй-оола Хомушку названа одна из улиц Кызыла. Бюст героя установлен на площади у обелиска павшим воинам, у входа в городской парк.
В 2005 году в ознаменование 60-летия Победы в Великой Отечественной войне самолёту авиакомпании «Интер-Авиа» Як-42Д с бортовым номером RА 42429 присвоено имя Хомушку Чургуй-оола Намгаевича.

## Комментарии
1. ↑  Ныне — в Барун-Хемчикском кожууне Тувы, Россия.